# Eucalyptus leptocalyx
Eucalyptus leptocalyx är en myrtenväxtart som beskrevs av William Faris Blakely. Eucalyptus leptocalyx ingår i släktet Eucalyptus och familjen myrtenväxter. Inga underarter finns listade i Catalogue of Life.